# Castello di Schönau
Il castello di Schönau (Schloss Schönau in tedesco)  si trova nel comune austriaco di Schönau an der Triesting nel distretto di Baden, in Bassa Austria, e le sue prime strutture risalgono all'XI secolo.

## Storia

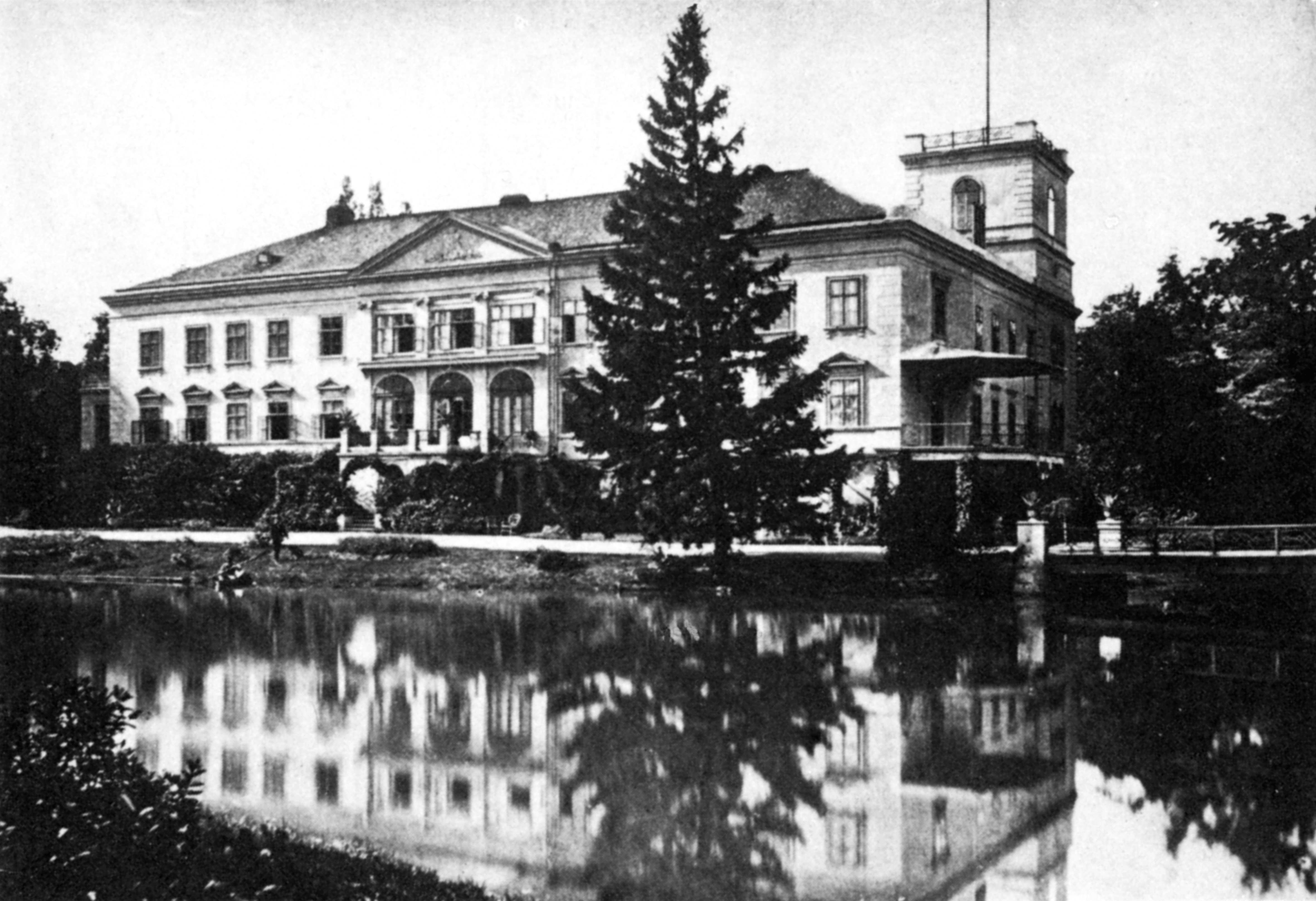
Castello di Schönau in una stampa prima del 1896

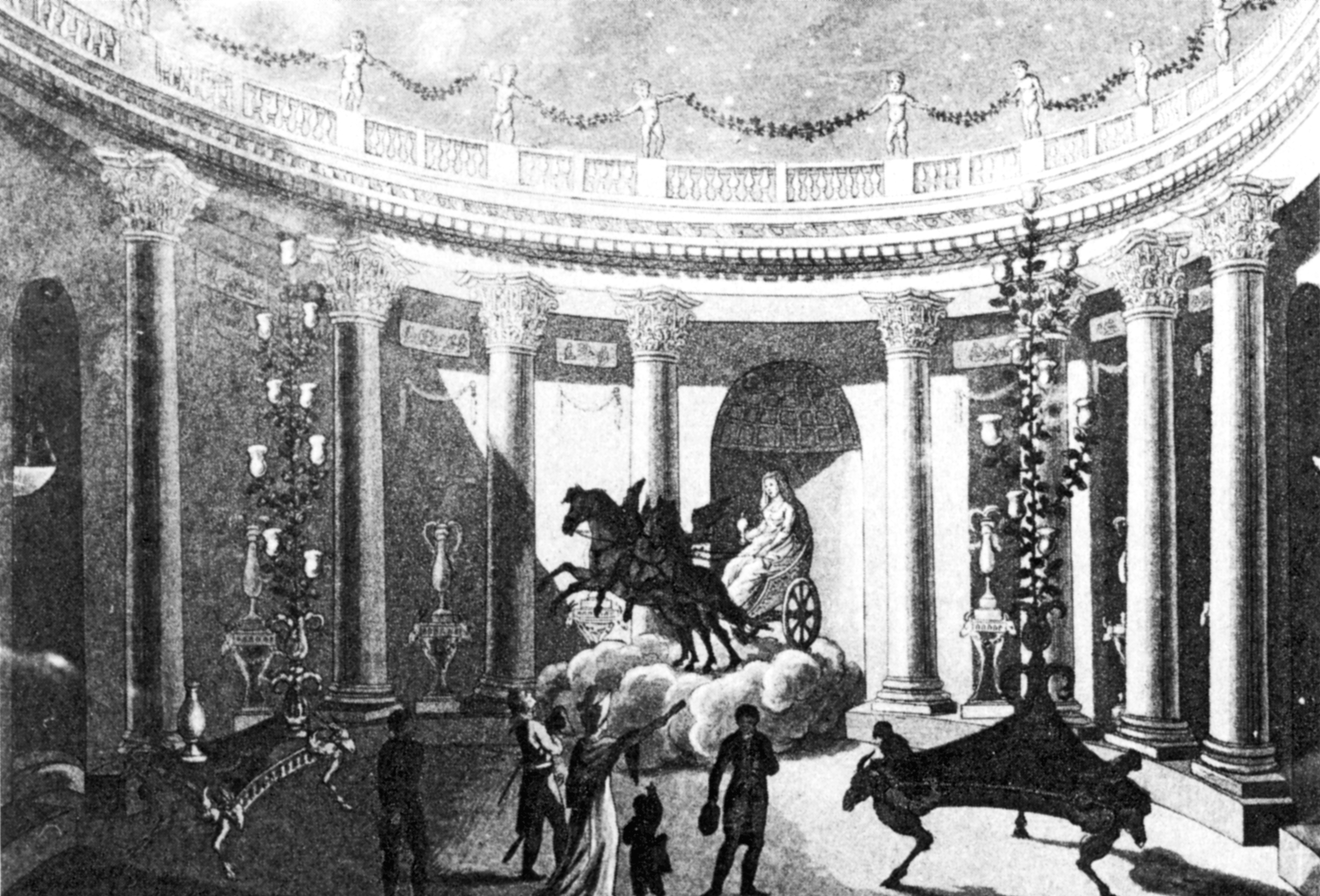
Tempio della Notte, progettato da Johann Ferdinand Hetzendorf von Hohenberg, come appariva prima del 1861

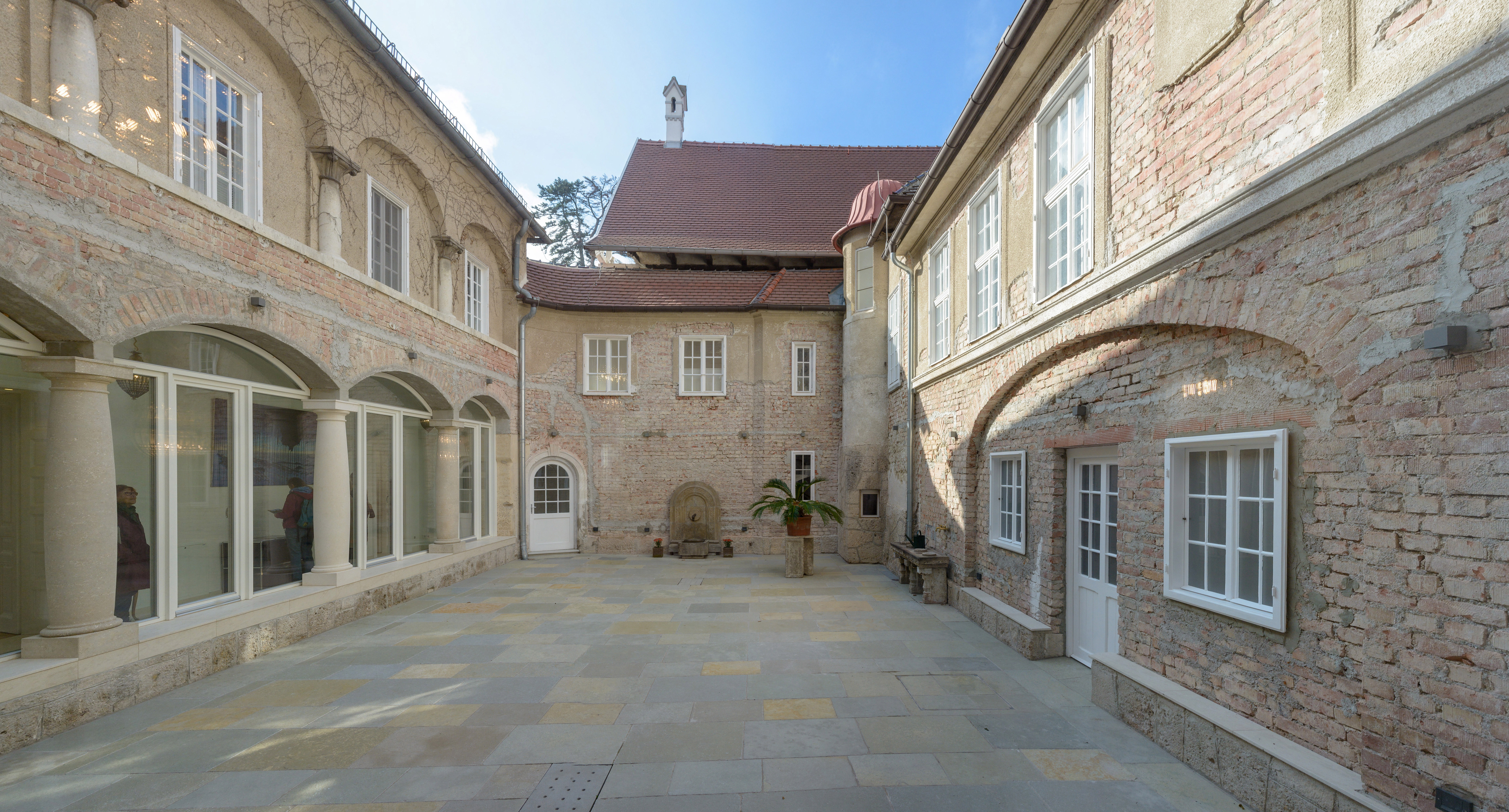
Cortile interno

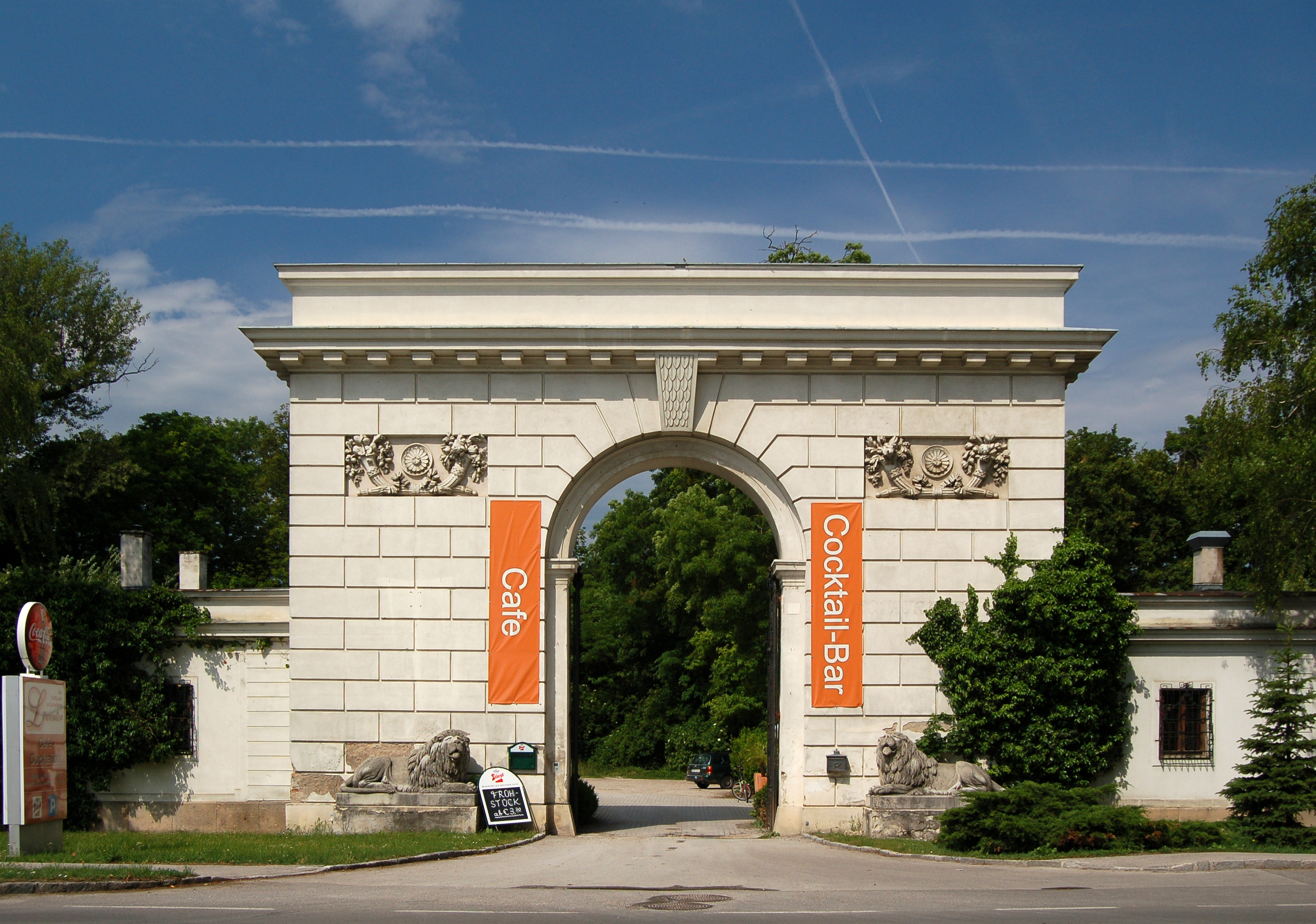
Porta dei leoni, ingresso al parco del castello.

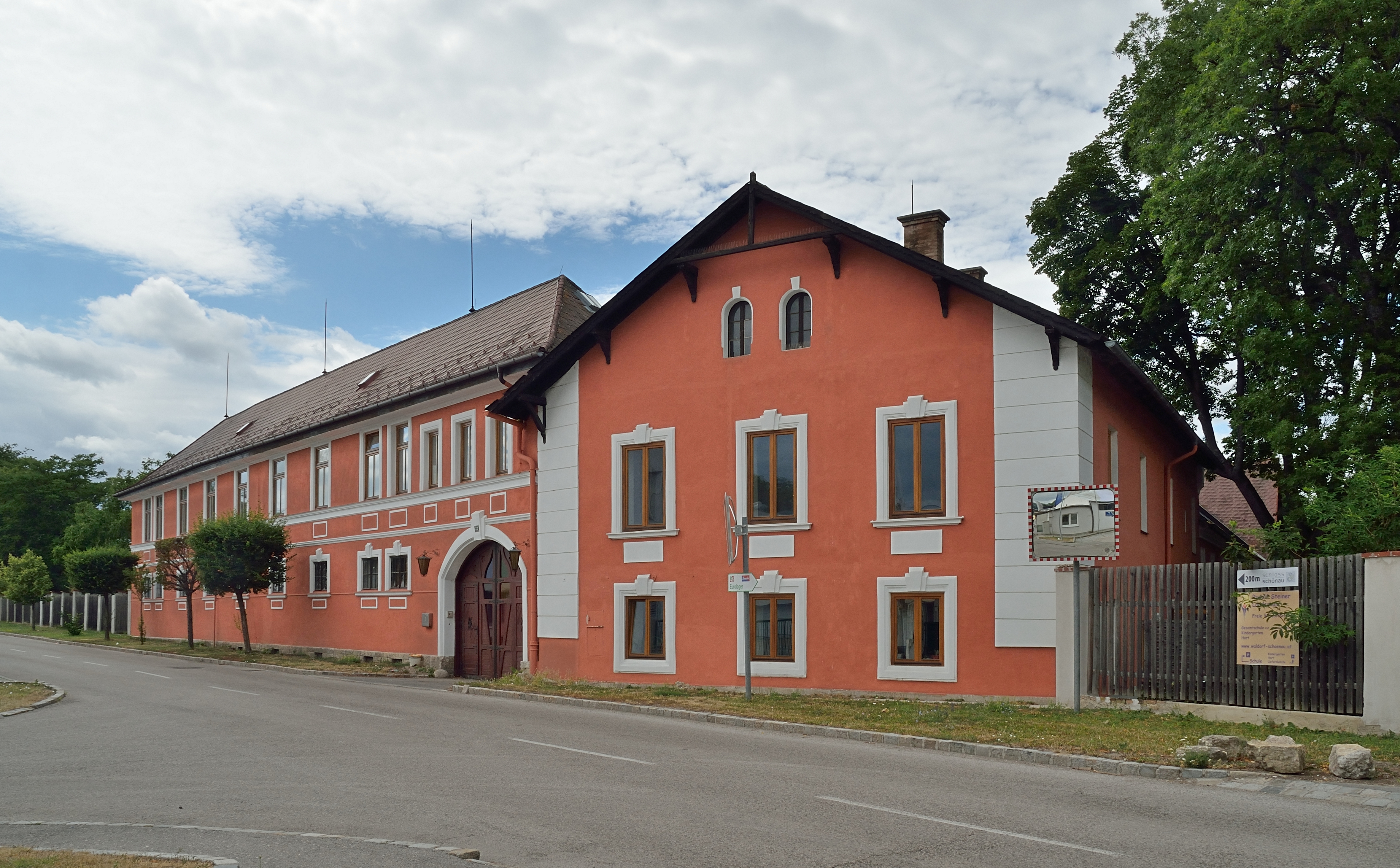
Edificio della Rudolf-Steiner-Schule

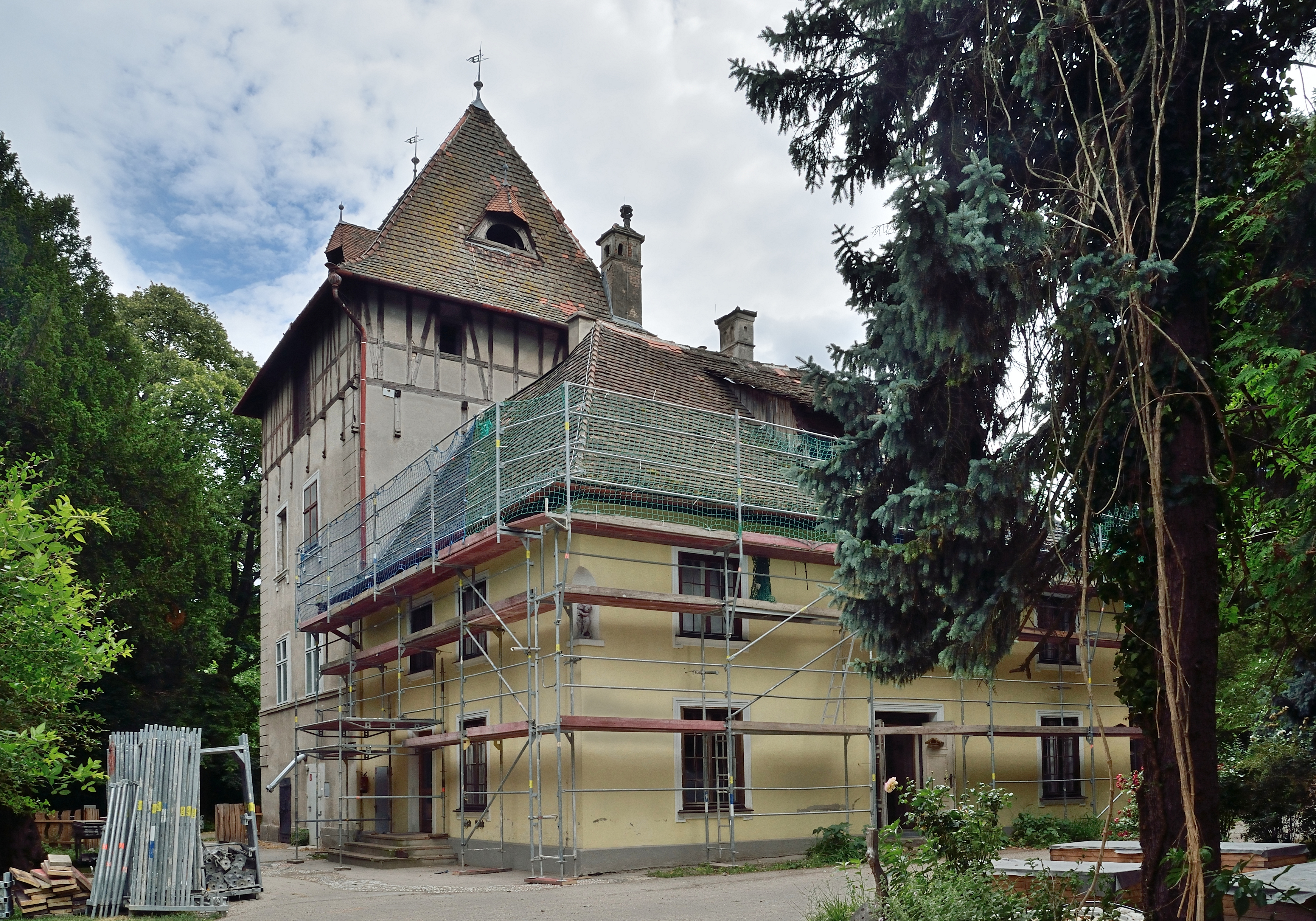
Edifici in ristrutturazione del Rudolf-Steiner-Kindergarten

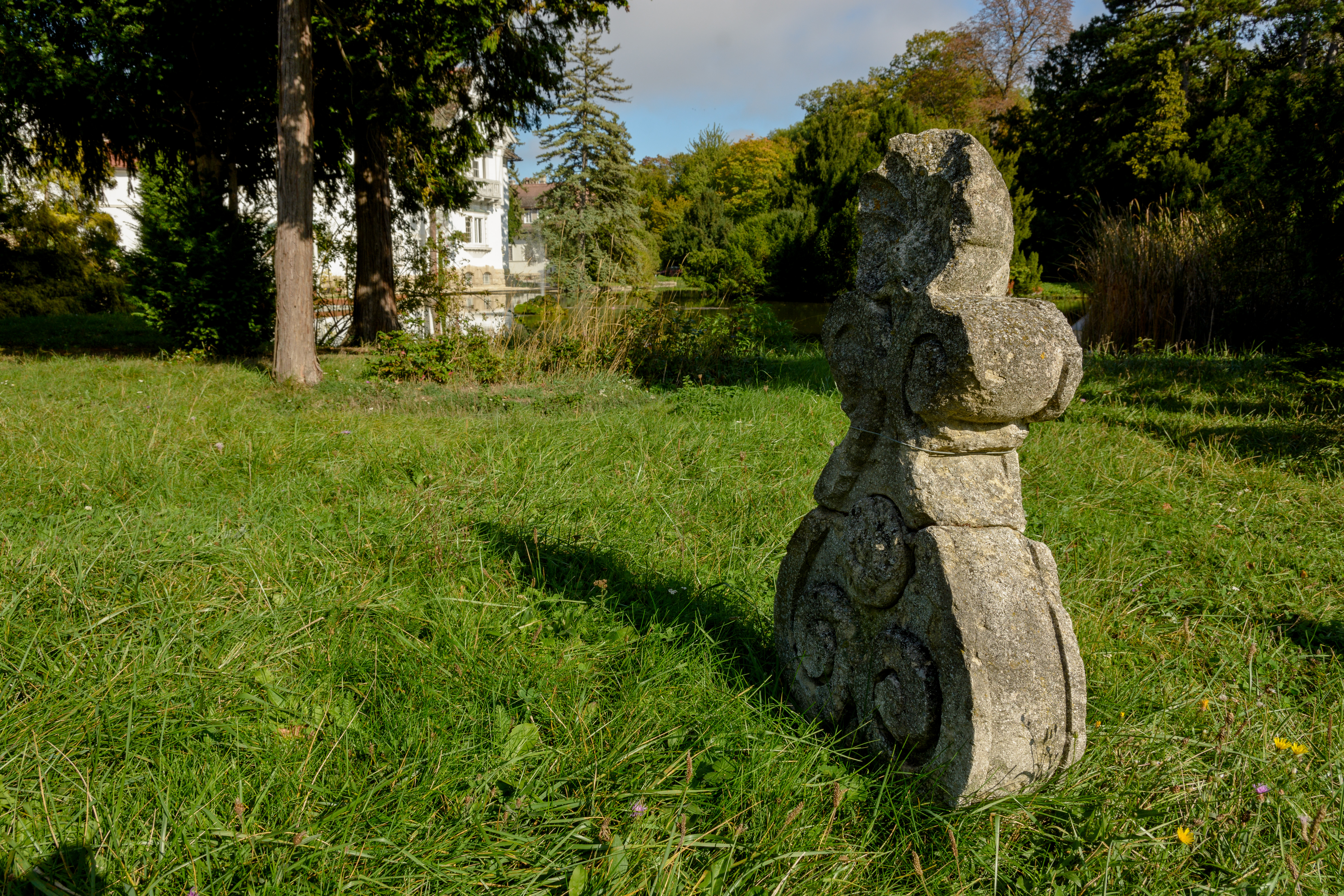
Particolare del parco di Schönau

La fortezza originale fu costruita nell'XI secolo con la funzione di proteggere i bavaresi appena insediati nel territorio, verso la fine del XII secolo viene citata per la prima volta su documenti scritti e i signori di Schönau si trovano in diversi testi sino alla fine del secolo successivo quando con ogni probabilità si estinsero e il castello venne confiscato dal governo. Il duca Alberto III d'Asburgo concesse il maniero in feudo a Enrico VI di Wallsee nel 1388 e questi lo fece amministrare da suoi uomini di fiducia. Nel XV secolo la famiglia Wierand veniva attestata col ruolo di ufficiali giudiziari di Schönau. Durante la prima e la seconda invasione turca dell'Austria e nel corso delle guerre con gli ungari il castello venne gravemente danneggiato. Dal XVI al XVIII secolo si registrarono frequenti passaggi di proprietà e tra i signori del sito vi furono Nikolaus von Draskovich, Johann Baptist von Gariboldi, Karl Joseph von Lamberg, Anton Dominik von Jörger e Maria Anna Grassalkovich. Durante la guerra austro-turca della fine del XVII secolo ospitò la popolazione civile del luogo per poterla difendere. Nel 1796 il nuovo proprietario fu Peter Freiherr von Braun e diede disposizioni perché venisse notevolmente ampliato ma vari problemi finanziari lo costrinsero anni dopo ad abbandonare in parte l'impresa e cedette il maniero al fratello minore di Napoleone, Girolamo Bonaparte, che in seguito lo cedette a sua volta al principe Johann I von Liechtenstein. La proprietà cambiò ancora varie volte sino a quando passò ad Ottone Francesco d'Asburgo-Lorena nel 1895 che fece modernizzare la struttura facendole perdere in parte il suo aspetto difensivo. Nel 1930 Schönau fu venduto alla contessa Olga Zedtwitz-Liebenstein e durante la seconda guerra mondiale ospitò gli uffici della Wehrmacht sino a quando venne occupato dall'Armata Rossa. Nel 1951 la nuova proprietaria divenne la baronessa Alexandrine von Happack e poi, sino al 1973, fu la sede del campo di transito per gli emigranti ebrei dall'Unione Sovietica. Negli ultimi anni del XX secolo è stato utilizzato come centro di addestramento antiterrorismo della gendarmeria austriaca e poi è divenuto proprietà privata.

## Descrizione
Il castello si trova a sud di Kottingbrunn, alla periferia del comune austriaco di Schönau an der Triesting nel distretto di Baden, in Bassa Austria. È circondato da un grande parco con un monumentale ingresso chiamato Porta dei Leoni in stile neoclassico. Gli edifici storici del parco sono scomparsi da tempo, come il famoso Tempio della Notte che era stato progettato da Johann Ferdinand Hetzendorf von Hohenberg. Il castello recente è molto cambiato dal tempo dell'incisione Vischer che lo rappresenta nel 1672. L'edificio voluto dall'arciduca Ottone nel 1898 è ad uno o due piani e ricorda lo stile delle case di campagna inglesi del periodo. Alcuni annessi sono rimasti, come il maneggio e le scuderie. Un piccolo stagno ricorda il vecchio castello con fossato. La struttura conserva una torre a tre piani coperta da un tetto acuto. Dal XX secolo è divenuto una struttura ricettiva turistica.
Parte delle antiche strutture del castello sono diventati edifici per uso scolastico, come il Rudolf-Steiner-Kindergarten e la Rudolf-Steiner-Schule.

### Parco del castello di Schönau
Il parco del castello di Schönau in Austria è un bene sottoposto a tutela artistica col numero 11663.